# Tiểu văn hóa giới trẻ

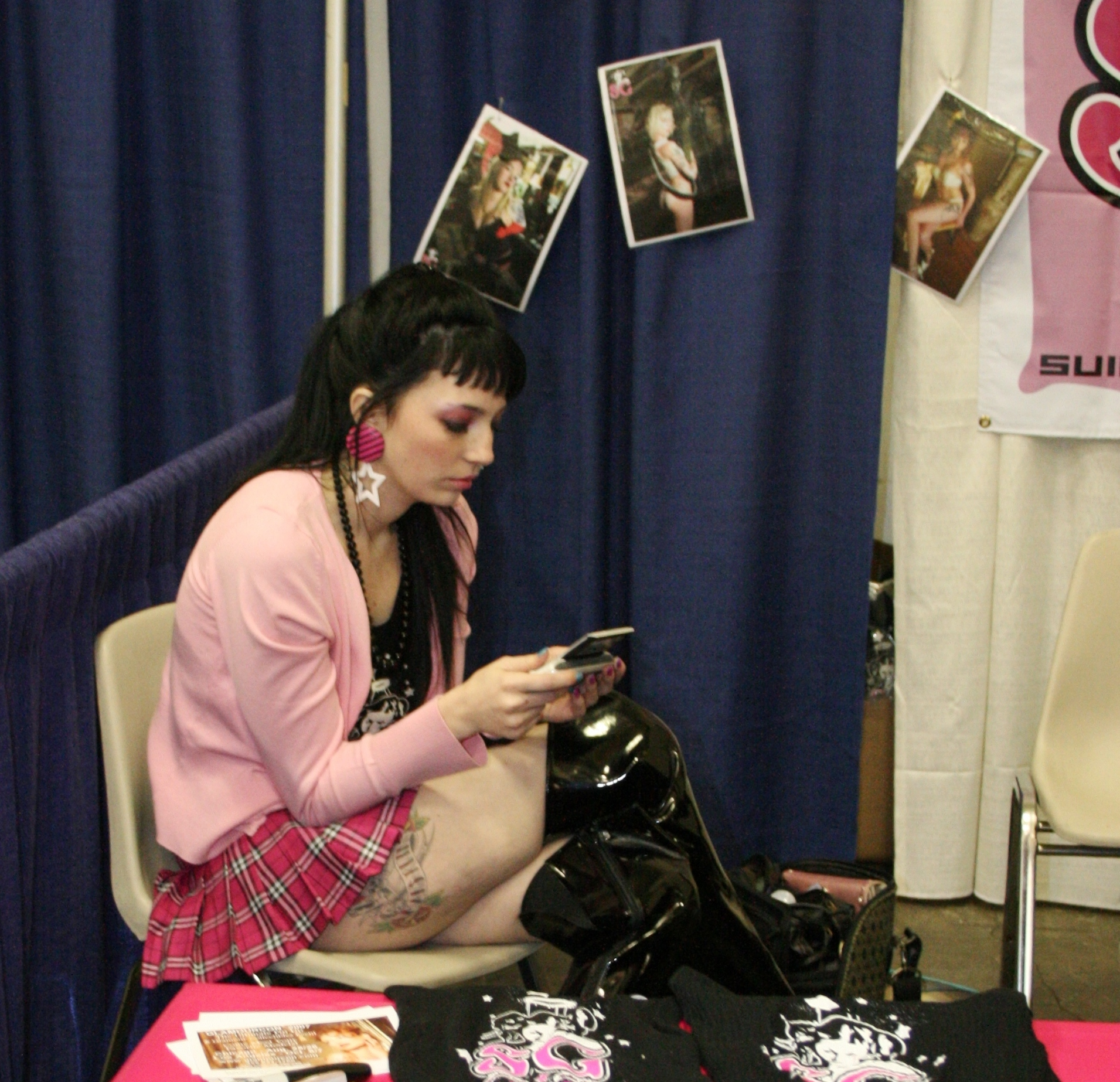
Ví dụ về bạn trẻ thuộc tiểu văn hóa emo (Los Angeles, Hoa Kỳ năm 2007)

Tiểu văn hóa giới trẻ là thứ tiểu văn hóa của tuổi trẻ với những phong cách, hành vi, phát ngôn và sở thích riêng biệt. Tiểu văn hóa giới trẻ đem đến cho những người nhập hội một cá tính riêng biệt nằm ngoài những thứ được gán cho các thiết chế xã hội như gia đình, công việc, chỗ ở và trường học. Các tiểu văn hóa giới trẻ thể hiện sự đối nghịch mang tính hệ thống đối với văn hóa chính thống mà đôi khi nó còn được gọi là văn hóa phản kháng.
Các dòng nhạc trẻ cũng có liên hệ với nhiều tiểu văn hóa giới trẻ ví dụ như văn hóa hip hop, punk, emo, đi quẩy, juggalo, metalhead và goth. Nghiên cứu về tiểu văn hóa giới trẻ thường bao gồm việc nghiên cứu chủ nghĩa tượng trưng gắn liền với trang phục, âm nhạc, những phát ngôn hay lối sống hiển hiện thấy khác của các bạn trẻ nằm trong tiểu văn hóa, cũng như nghiên cứu về cách thức mà những người ở văn hóa chính thống diễn giải về những biểu tượng giống nhau này.